# Rechnungsabschluss
Kreditinstitute sind bei Girokonten verpflichtet, dem Kontoinhaber in periodischen Abständen einen Rechnungsabschluss zu erteilen. Dieser Rechnungsabschluss darf nicht verwechselt werden mit einem beliebigen Kontoauszug, der lediglich einen aktuellen Postensaldo enthält.

## Rechtsgrundlagen
Nach den AGB werden Girokonten als Kontokorrent im Sinne des § 355 HGB (analog in Österreich gilt § 355 UGB) geführt. Das hat zur Folge, dass die kontokorrentrechtlichen Bestimmungen gelten. Dabei ist zwischen dem einfachen Kontoauszug, der lediglich einen aktuellen Postensaldo zeigt, und einem Rechnungsabschluss deutlich zu unterscheiden. Der Rechnungsabschluss ist der nach § 355 Abs. 2 HGB verlangte Periodenabschluss, dem besondere rechtliche Bedeutung zukommt. Innerhalb der AGB wird ausdrücklich zwischen Rechnungsabschlüssen und sonstigen Kontoauszügen unterschieden.

## Inhalt
Der Rechnungsabschluss beinhaltet Zinsen, Gebühren und Kosten, die seit dem letzten Rechnungsabschluss angefallen sind. Dadurch kommt es auch zur Zinskapitalisierung. Bis zu diesem Rechnungsabschluss haben Kreditinstitute das Recht, fehlerhafte Gutschriften aus vorherigen Kontoauszügen zu stornieren. Im Rechnungsabschluss sind in der Regel die sich aus den AGB ergebenden Bestimmungen über ein Saldoanerkenntnis enthalten. Der Kontoauszug, der einen Rechnungsabschlusssaldo aufweist, enthält einen gesonderten Hinweis auf die bestehende Rügepflicht des Kunden und die Folgen eines damit verbundenen Fristversäumnisses.

## Häufigkeit des Rechnungsabschlusses
Nach deutschem Handelsrecht (§ 355 HGB) muss der Saldo des Kontokorrents mindestens einmal pro Jahr festgestellt werden. Nr. 7 Abs. 1 AGB-Banken zufolge wird der Rechnungsabschluss in Deutschland jeweils zum Ende des Kalenderquartals erteilt.
Der quartalsweise Abschluss bei Verbrauchern resultiert aus der Vorschrift des § 504 BGB in Verbindung mit § 492 BGB, nach der Verträge über einen Dispositionskredit der Schriftform bedürfen, wenn der Abschluss häufiger als einmal im Quartal erfolgt. Um die Flexibilität eines formfreien Dispositionskreditvertrages zu nutzen, ist auch deshalb eine quartalsweise Abrechnung banküblich.

## Folgen des Rechnungsabschlusses
Nachdem der Kontoinhaber den Rechnungsabschluss erhalten hat, ist er verpflichtet, dessen Richtigkeit unverzüglich zu überprüfen. Sinn der Prüfpflicht ist die Entlastung der Kreditinstitute. Aufgrund des hohen Zahlungsverkehrsvolumens besteht für den Kunden die Verpflichtung, die Bank in der Erfüllung ihrer Aufgaben zu unterstützen. Da es Aufgabe des Kreditinstitutes ist, richtig zu buchen und hierüber ordnungsgemäß Auskunft zu erteilen, hat der Kunde, um eine eigene Mithaftung nach § 254 BGB zu verhindern, die Kontoauszüge auf ihre Richtigkeit und Vollständigkeit hin zu überprüfen.
Nach Nr. 7 Abs. 3 Satz 2 AGB-Sparkassen gelten Rechnungsabschlüsse als genehmigt, wenn ihnen nicht binnen sechs Wochen nach Zugang widersprochen wird (sog. Erklärungsfiktion). Auf diese Rechtsfolge wird der Kunde bei Erteilung des Rechnungsabschlusses hingewiesen. Diese Bestimmung führt zum Abschluss eines Saldoanerkenntnisvertrages. Mit ihm gehen die kontokorrentfähigen beiderseitigen Ansprüche und Leistungen unter, übrig bleibt nur der Anspruch aus dem Saldoanerkenntnis.
Diese Wirkung ist nicht zu verwechseln mit einer rechtsgeschäftlichen Genehmigung aller dem Rechnungsabschluss zugrunde liegenden Buchungen. Belastungsbuchungen, denen keine Forderung des kontoführenden Kreditinstituts entspricht, werden durch das Schuldanerkenntnis weder rechtmäßig noch konkludent genehmigt.
Das trifft insbesondere auf Lastschriften mit Einzugsermächtigungsverfahren zu, für die eine zeitlich unbegrenzte Widerrufsmöglichkeit besteht: Danach ist die Möglichkeit des Kontoinhabers zum Widerspruch gegen Belastungen seines Kontos auf der Grundlage von Einzugsermächtigungslastschriften nicht befristet und endet erst durch Genehmigung gegenüber der kontoführenden Bank. Schweigt dann der Kontoinhaber auf den Zugang eines fehlerhaften Rechnungsabschlusses, so liegt hierin keine (konkludente) Genehmigung nach den AGB vor. Werden fehlerhafte Belastungen erst nach Ablauf der 6-Wochenfrist erkannt, so kann im Kontokorrent keine Verrechnung mehr erfolgen; die Forderung kann dann nur noch gesondert geltend gemacht werden.